# Sainte-Colombe-de-Duras
Pour les articles homonymes, voir Sainte-Colombe.
Sainte-Colombe-de-Duras (Senta Colomba de Duràs en gascon) est une commune du Sud-Ouest de la France, située dans le département de Lot-et-Garonne (région Nouvelle-Aquitaine).

## Géographie

### Localisation
Commune située en Guyenne dans le vignoble des Côtes de Duras, à l'ouest de Duras. Elle est limitrophe du département de la Gironde.

### Communes limitrophes
Les communes limitrophes sont Esclottes, Dieulivol, Pellegrue et Baleyssagues.
|                     | Pellegrue (Gironde)     | Esclottes    |
|                     | Sainte-Colombe-de-Duras | Baleyssagues |
| Dieulivol (Gironde) |                         |              |

### Climat
Pour des articles plus généraux, voir Climat de la Nouvelle-Aquitaine et Climat de Lot-et-Garonne.
Historiquement, la commune est exposée à un climat océanique aquitain.  
En 2020, Météo-France publie une typologie des climats de la France métropolitaine dans laquelle la commune est exposée à un climat océanique et est dans la région climatique Aquitaine, Gascogne, caractérisée par une pluviométrie abondante au printemps, modérée en automne, un faible ensoleillement au printemps, un été chaud (19,5 °C), des vents faibles, des brouillards fréquents en automne et en hiver et des orages fréquents en été (15 à 20 jours).
Pour la période 1971-2000, la température annuelle moyenne est de 12,9 °C, avec une amplitude thermique annuelle de 15,1 °C. Le cumul annuel moyen de précipitations est de 793 mm, avec 11,5 jours de précipitations en janvier et 6,1 jours en juillet. Pour la période 1991-2020, la température moyenne annuelle observée sur la station météorologique la plus proche, située sur la commune de Port-Sainte-Foy-et-Ponchapt à 18 km à vol d'oiseau, est de 13,8 °C et le cumul annuel moyen de précipitations est de 809,4 mm,. Pour l'avenir, les paramètres climatiques de la commune estimés pour 2050 selon différents scénarios d’émission de gaz à effet de serre sont consultables sur un site dédié publié par Météo-France en novembre 2022.

## Urbanisme

### Typologie
Au 1er janvier 2024, Sainte-Colombe-de-Duras est catégorisée commune rurale à habitat très dispersé, selon la nouvelle grille communale de densité à sept niveaux définie par l'Insee en 2022.
Elle est située hors unité urbaine et hors attraction des villes,.

### Occupation des sols

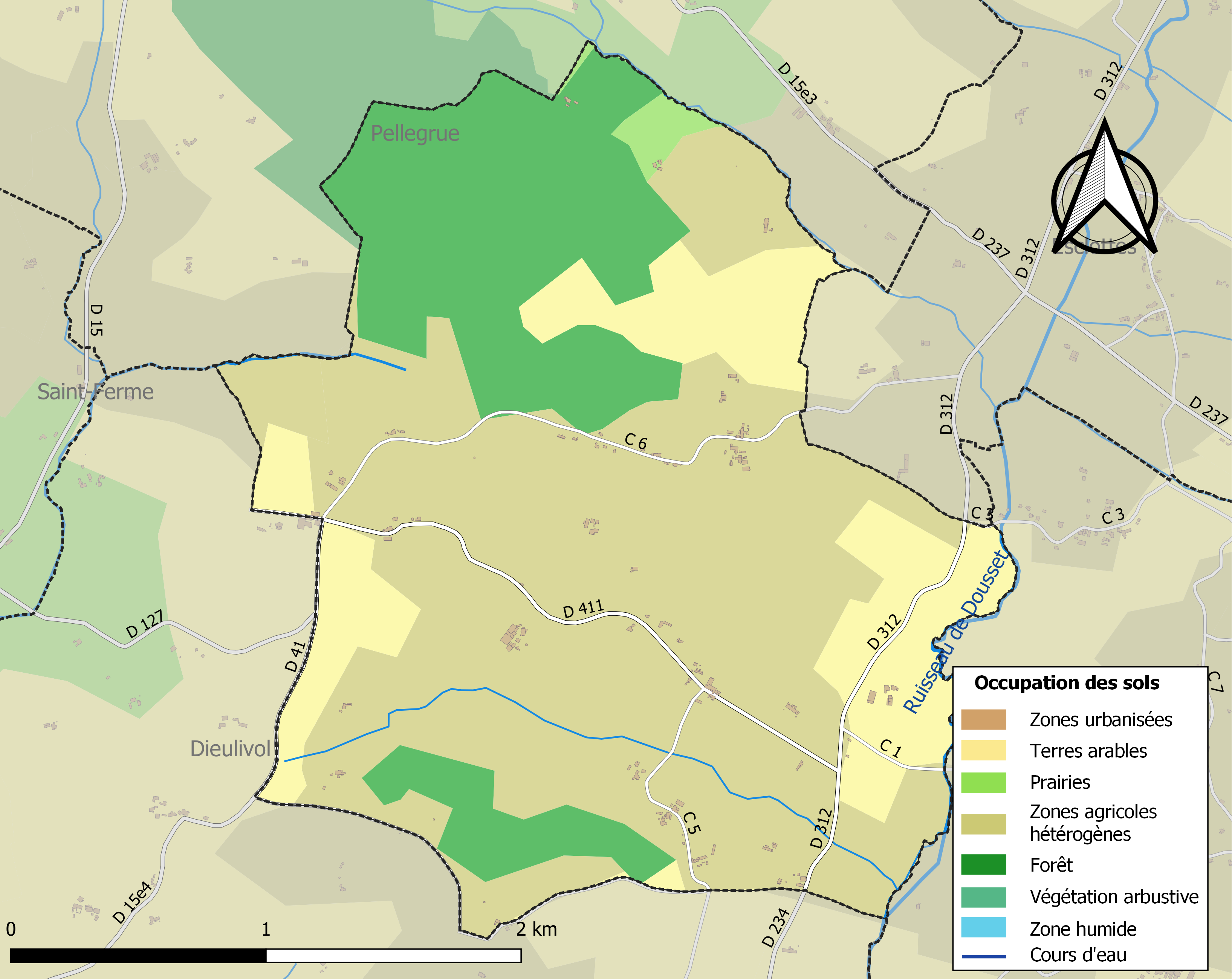
Carte des infrastructures et de l'occupation des sols de la commune en 2018 (CLC).

L'occupation des sols de la commune, telle qu'elle ressort de la base de données européenne d’occupation biophysique des sols Corine Land Cover (CLC), est marquée par l'importance des territoires agricoles (77,6 % en 2018), en diminution par rapport à 1990 (79,5 %). La répartition détaillée en 2018 est la suivante : 
zones agricoles hétérogènes (59 %), forêts (22,4 %), terres arables (13 %), cultures permanentes (4,5 %), prairies (1,1 %). L'évolution de l’occupation des sols de la commune et de ses infrastructures peut être observée sur les différentes représentations cartographiques du territoire : la carte de Cassini (XVIIIe siècle), la carte d'état-major (1820-1866) et les cartes ou photos aériennes de l'IGN pour la période actuelle (1950 à aujourd'hui).

### Risques majeurs
Le territoire de la commune de Sainte-Colombe-de-Duras est vulnérable à différents aléas naturels : météorologiques (tempête, orage, neige, grand froid, canicule ou sécheresse), mouvements de terrains et séisme (sismicité très faible). Un site publié par le BRGM permet d'évaluer simplement et rapidement les risques d'un bien localisé soit par son adresse soit par le numéro de sa parcelle.
Les mouvements de terrains susceptibles de se produire sur la commune sont des affaissements et effondrements liés aux cavités souterraines (hors mines) et des tassements différentiels. Afin de mieux appréhender le risque d’affaissement de terrain, un inventaire national permet de localiser les éventuelles cavités souterraines sur la commune.

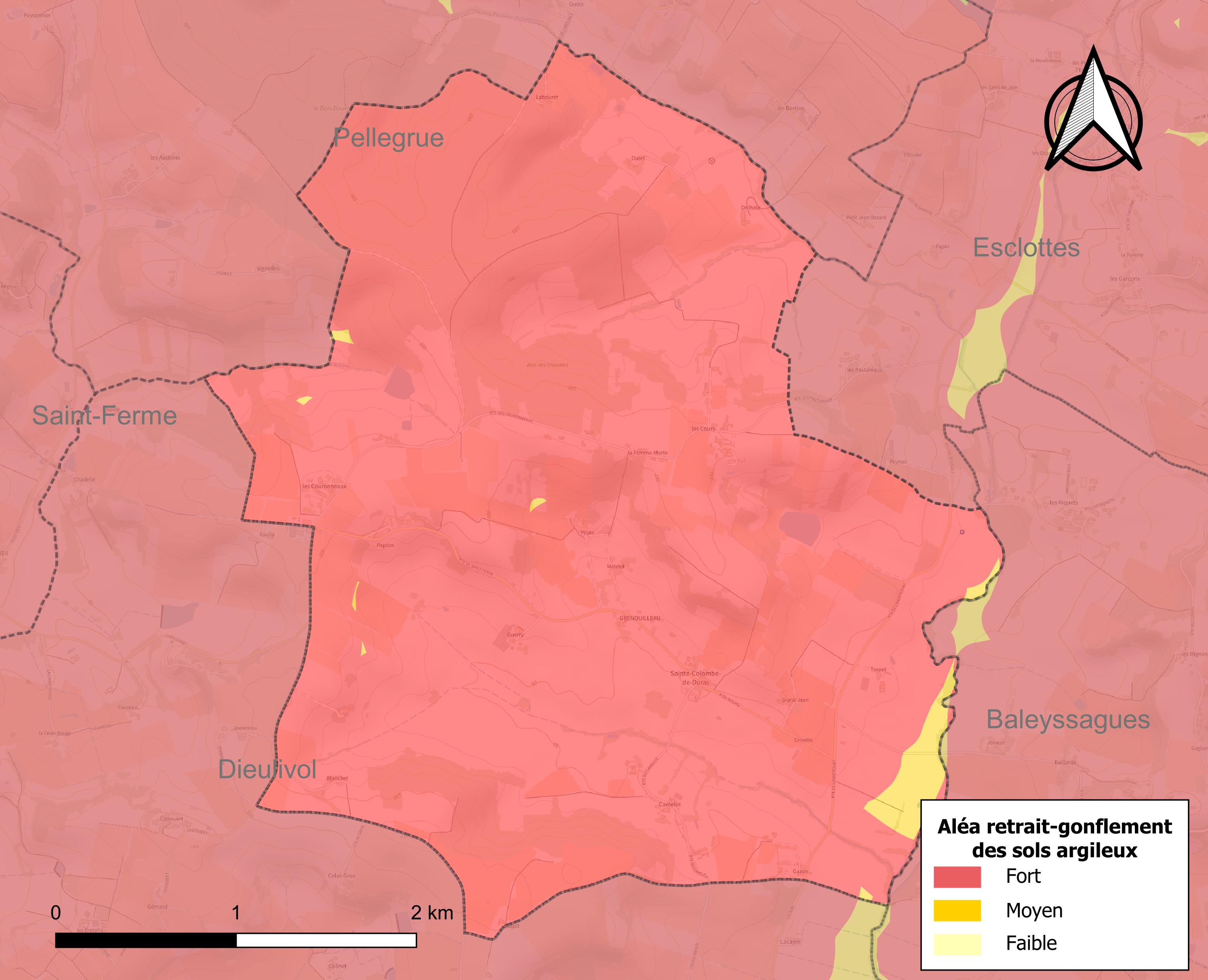
Carte des zones d'aléa retrait-gonflement des sols argileux de Sainte-Colombe-de-Duras.

Le retrait-gonflement des sols argileux est susceptible d'engendrer des dommages importants aux bâtiments en cas d’alternance de périodes de sécheresse et de pluie. La totalité de la commune est en aléa moyen ou fort (91,8 % au niveau départemental et 48,5 % au niveau national). Depuis le 1er octobre 2020, en application de la loi ELAN, différentes contraintes s'imposent aux vendeurs, maîtres d'ouvrages ou constructeurs de biens situés dans une zone classée en aléa moyen ou fort,.
La commune a été reconnue en état de catastrophe naturelle au titre des dommages causés par les inondations et coulées de boue survenues en 1982, 1983, 1999, 2007, 2009 et 2018, par la sécheresse en 2003 et par des mouvements de terrain en 1999.

## Histoire
Possession du diocèse de Bazas jusqu'à la Révolution française, la commune naturellement tournée vers la Gironde, est, après d'âpres débats, rattachée en 1790, au nouveau département de Lot-et-Garonne. De 1841 à 1852, la commune a été fusionnée à celle voisine de Baleyssagues sous le nom de cette dernière.

## Politique et administration
| Période                                  | Période  | Identité                     | Étiquette | Qualité                                   |
| ---------------------------------------- | -------- | ---------------------------- | --------- | ----------------------------------------- |
| Les données manquantes sont à compléter. |          |                              |           |                                           |
|                                          |          |                              |           |                                           |
| 1996                                     | 2020     | Michel d'Incau               | DVG       | Livreur en boulangerie                    |
| mai 2020                                 | En cours | Sylvie Wojciechowski-Goulard | SE        | Chef d'entreprise Paléographe-Historienne |

## Démographie
L'évolution du nombre d'habitants est connue à travers les recensements de la population effectués dans la commune depuis 1793. Pour les communes de moins de 10 000 habitants, une enquête de recensement portant sur toute la population est réalisée tous les cinq ans, les populations de référence des années intermédiaires étant quant à elles estimées par interpolation ou extrapolation. Pour la commune, le premier recensement exhaustif entrant dans le cadre du nouveau dispositif a été réalisé en 2006.

En 2022, la commune comptait 100 habitants, en évolution de −3,85 % par rapport à 2016 (Lot-et-Garonne : −0,18 %, France hors Mayotte : +2,11 %).
| 1793 | 1800 | 1806 | 1821 | 1831 | 1836 | 1856 | 1861 | 1866 |
| ---- | ---- | ---- | ---- | ---- | ---- | ---- | ---- | ---- |
| 420  | 410  | 323  | 343  | 360  | 354  | 351  | 324  | 285  |

| 1872 | 1876 | 1881 | 1886 | 1891 | 1896 | 1901 | 1906 | 1911 |
| ---- | ---- | ---- | ---- | ---- | ---- | ---- | ---- | ---- |
| 270  | 265  | 241  | 240  | 242  | 238  | 222  | 208  | 203  |

| 1921 | 1926 | 1931 | 1936 | 1946 | 1954 | 1962 | 1968 | 1975 |
| ---- | ---- | ---- | ---- | ---- | ---- | ---- | ---- | ---- |
| 183  | 187  | 180  | 174  | 155  | 182  | 162  | 131  | 103  |

| 1982 | 1990 | 1999 | 2006 | 2011 | 2016 | 2021 | 2022 | - |
| ---- | ---- | ---- | ---- | ---- | ---- | ---- | ---- | - |
| 93   | 87   | 78   | 92   | 102  | 104  | 102  | 100  | - |

## Lieux et monuments

### Monuments religieux
- L'église Sainte-Colombe dont la construction remonte au XIIe siècle a été quelque peu réaménagée aux XVIe et XIXe siècles et fait l’objet d’une inscription au titre des monuments historiques par arrêté du 9 février 2009[27]. Une campagne de restauration est entreprise en 2021 et 2022. Les dernières restauration importantes ayant eu lieu sous le Second Empire, le clocher menaçait de s'effondrer.
- Les ruines d'une chapelle, Saint Jean d'Anzas (qui fut le village originel), existaient encore au XIXe siècle, sur les hauteurs du village.

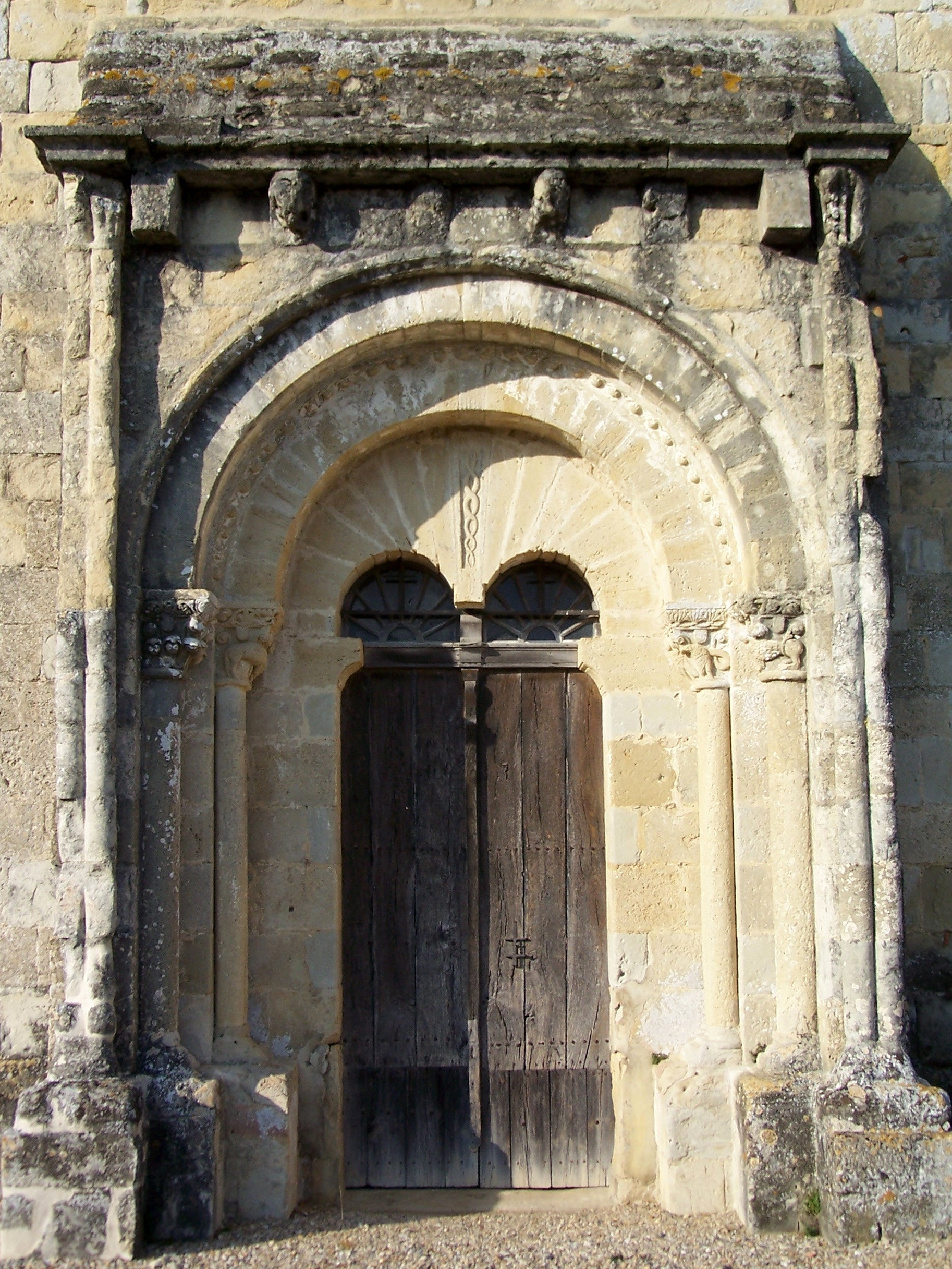
Le portail (sept. 2012).
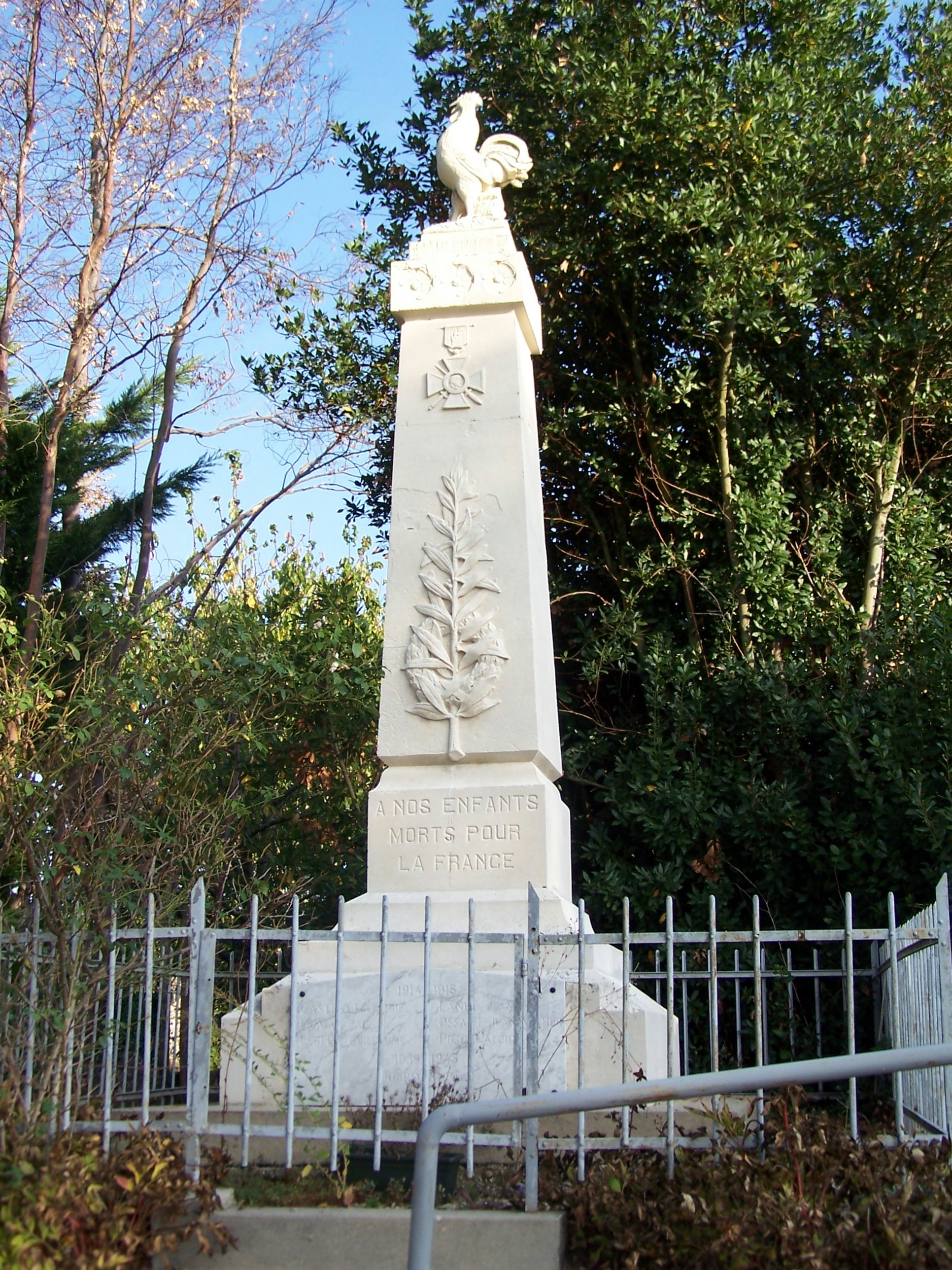
Le monument aux morts (sept. 2012).
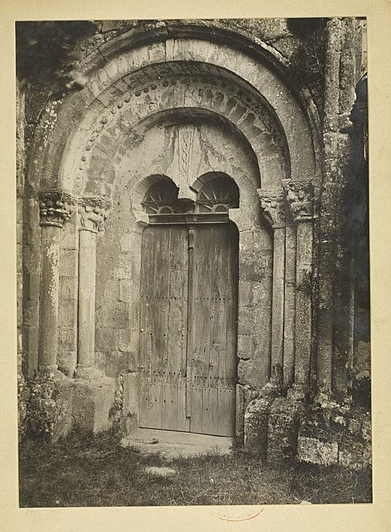
Portail à clef pendante, 2nde moitié du XIe siècle. Carte postale du début du XXe siècle.
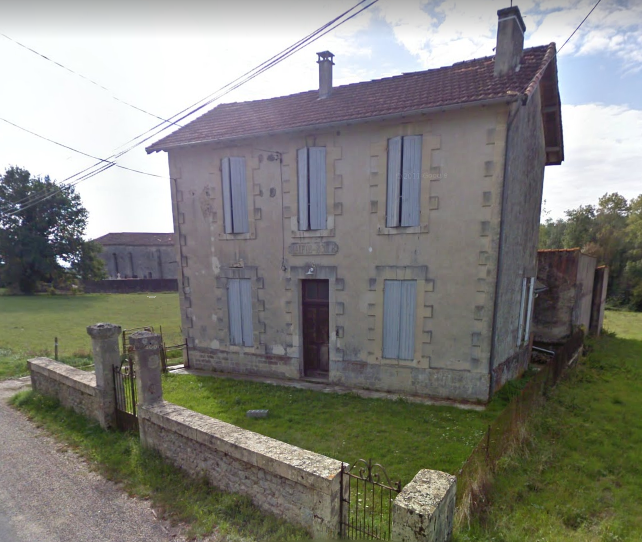
Ancienne mairie-école construite en 1880 sous l'égide du maire, Jean  Chéri Pellet (fermée en 1972).
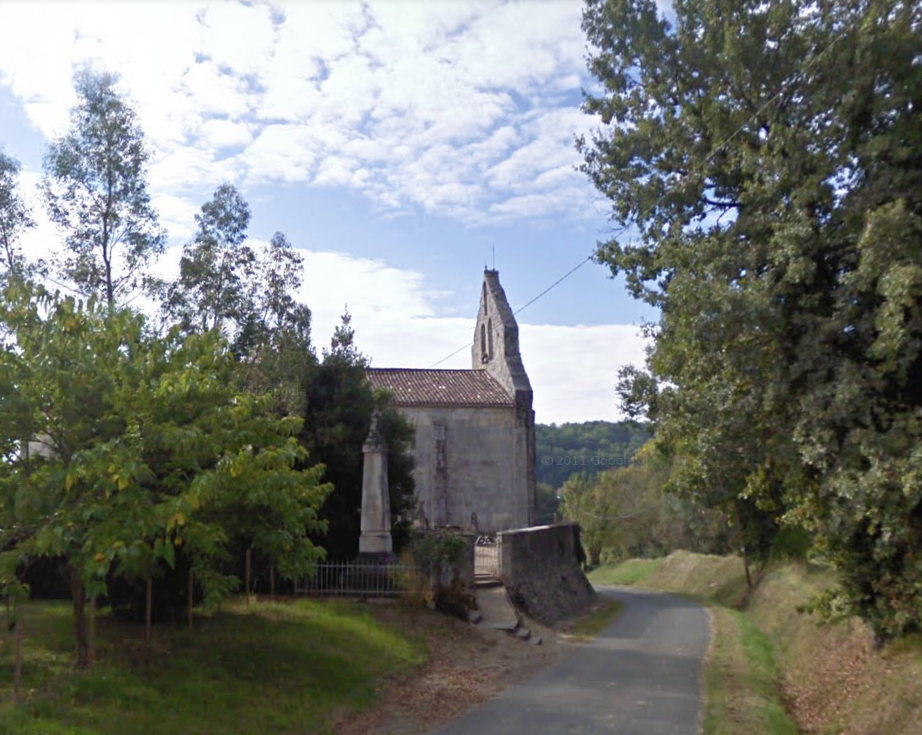
Église de Sainte Colombe, route du Camelot.
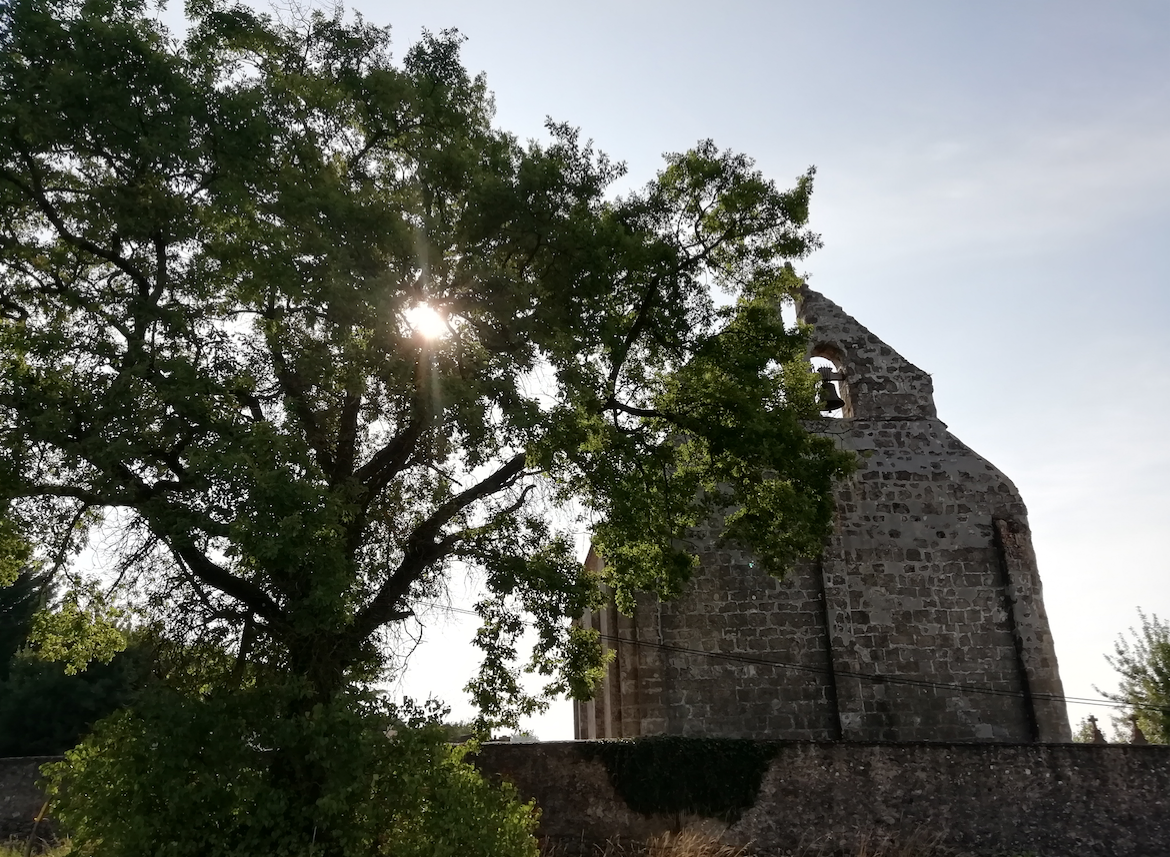
Clocher-mur de l'église de Sainte Colombe, 2nde moitié du XIe siècle.
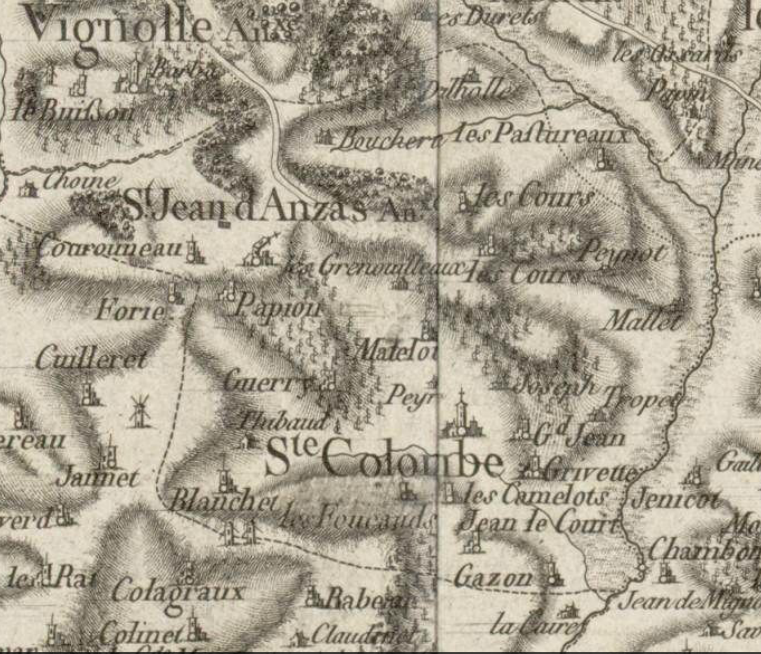
Carte de Sainte Colombe au XVIIIe siècle